# Estero Piduco
Estero Piduco, más conocido como Canal Piduco, es un curso de agua, menor a un río, que cruza la localidad de Talca, Región del Maule. Surge a la altura de Huilquilemu y viaja de Oriente a Poniente hasta desembocar en el río Claro de Talca. 

## Recorrido
Hans Niemeyer lo describe aún como abovedado durante su paso por la ciudad de Talca.

## Caudal y régimen
El estero se origina por el encuentro de diversos canales de riego, a la altura de Huilquilemu y realiza un viaje en zig-zag por distintos sectores rurales hasta llegar al sector sur-oriente de Talca. Desde este punto, el canal atraviesa por en medio de la ciudad en diagonal en dirección nor-poniente hasta llegar al río Claro.

## Historia
Talca fue refundado junto al estero. Su Plaza de Armas, eje de la comuna en su nacimiento, está a escasas cuatro cuadras del canal. Su nombre ha dado origen al gentilicio Piducanos, con el que también son conocidos los habitantes de esta ciudad.
Francisco Astaburuaga y Cienfuegos escribió en 1899 en su Diccionario Geográfico de la República de Chile sobre el río:

Piduco.-—Riachuelo del departamento de Talca que tiene origen á unos 13 ó 14 kilómetros hacia el SE. de la ciudad de Talca en el fundo de Huilquilemo; corre hacia el O., baña el costado sur y el occidental de dicha ciudad y vuelve de aquí casi en la misma dirección oeste á desaguar á cosa de dos kilómetros más abajo en la margen oriental ó izquierda del Río Claro. Por este extremo de la ciudad recibe el pequeño riachuelo de Baeza. En las lluvias de invierno arrastra considerables raudales. Lo cruzan tres puentes por los lados de la misma ciudad. El nombre se forma del que se da á un venado del pais pydu ó puydu (Cercus humilis), llamado comúnmente pudú, y de co; significando agua del pudú.

Francisco Astaburuaga